# Zväz múzeí na Slovensku
Zväz múzeí na Slovensku  skráceně ZMS (česky Svaz muzeí na Slovensku) oficiálně vznikl v roce 1990 a působí jako zájmové profesní sdružení muzeí v Slovenské republice. ZMS je samostatnou právnickou osobou a jeho sídlem je Banská Bystrica.
Posláním ZMS je prosazovat a rozvíjet zájmy muzeí, koordinovat činnost muzeí, podporovat muzejnictví na Slovensku.
Činnost, členství, organizační strukturu, hospodaření a ostatní záležitosti ZMS jsou upraveny stanovami.